# Resolució 1743 del Consell de Seguretat de les Nacions Unides
La Resolució 1743 del Consell de Seguretat de les Nacions Unides fou adoptada per unanimitat el 15 de febrer de 2007. Després de recordar les resolucions 1542 (2004), 1576 (2004), 1608 (2005), 1658 (2005) i 1702 (2006) sobre la situació a Haití, el Consell va ampliar el mandat de la Missió d'Estabilització de les Nacions Unides a Haití (MINUSTAH) fins al 15 d'octubre de 2007.

## Detalls
En virtut del Capítol VII de la Carta de les Nacions Unides, el Consell va demanar que MINUSTAH continués augmentant les operacions en suport de la Policia Nacional d'Haití contra bandes armades, principalment a Port-au-Prince. També va reafirmar el mandat de la MINUSTAH de proporcionar suport operatiu a la Guàrdia Costanera d'Haití.
Segons els termes de la resolució, el Consell cridava a la Missió a donar suport al procés constitucional i polític en curs a Haití i promoure un diàleg global i la reconciliació nacional. Va demanar a la Missió que seguís implementant projectes d'impacte ràpid i, en aquest context, accelerar la seva reorientació dels recursos de desarmament, desmobilització i reintegració cap a un programa integral de reducció de la violència comunitària.
El Consell va lamentar i va condemnar enèrgicament qualsevol atac contra el personal de la MINUSTAH, exigint que no es dirigissin actes de violència o intimidació contra personal de les Nacions Unides i associats i altres organitzacions internacionals i humanitàries. El Consell també va condemnar fortament les greus violacions contra els nens afectats per la violència armada, així com la violació generalitzada i altres abusos sexuals de nenes.
Després de l'aprovació de la resolució, el representant de la Xina va dir que la tasca central de la MINUSTAH per a la propera fase era ajudar a Haití en la seva transició de manteniment de la pau a la consolidació de la pau. Amb les necessitats de seguretat i integritat assegurades, el poble haitià tenia una demanda creixent de millora de les condicions de vida, un procés revitalitzat de reconciliació, desenvolupament econòmic, justícia social i estat de dret. Per aquests motius, la Xina havia proposat, entre altres coses, ampliar el mandat durant sis mesos i havia demanat al Secretari General de les Nacions Unides que realitzés una avaluació sobre la situació canviada i el risc de seguretat a Haití perquè el Consell pugui formular una estratègia viable a llarg termini abans de decidir la propera pròrroga del mandat de la Missió.